# Fabulina
Fabulina är ett släkte av musslor som beskrevs av Gray 1851. Fabulina ingår i familjen Tellinidae.
Släktet innehåller bara arten Fabulina fabula.